# فرو تونتینی
فرو تونتینی (انگلیسی: Ferro Tontini؛ زادهٔ ۱۴ اوت ۱۹۶۹) بازیکن فوتبال اهل ایتالیا است.
از باشگاه‌هایی که در آن بازی کرده‌است می‌توان به باشگاه فوتبال آ.اس. رم، باشگاه فوتبال کوزنتسا کالچو، باشگاه فوتبال مودنا، و باشگاه فوتبال کاتانیا اشاره کرد.